# 슈판다우구
슈판다우(Spandau)는 베를린의 다섯번째 자치구이며, 네 번째로 큰 면적을 자치하고 있다. 1920년 베를린 대확장 시기에 1232년 설립된 별도의 도시였던 슈판다우와 주변 지방자치체를 묶어서 현재의 자치구가 형성되었다. 하펠강을 따라서 삼림과 둔치가 발달했다. 구 내 주요 기업으로는 오토바이를 생산하는 BMW 베를린 공장(BMW-Werk Berlin)과 지멘스가 있다. 16세기에 지어진 슈판다우 요새(Zitadelle Spandau)는 관광 자원으로 활용되고 있다.

## 지리
슈판다우구의 대부분은 하펠강의 서안에 자리잡고 있다. 베를린의 12개 구 중 면적으로는 4위이다. 독립시 슈판다우는 13세기에 슈프레강과 하펠강의 합류점에 세워졌다. 서쪽으로는 브란덴부르크주의 오버하펠군, 하펠란트군 및 포츠담과 경계를 맞대고 있다.

### 자연환경
- 슈판다우 숲(Spandauer Forst)
- 그림니츠제(Grimnitzsee) 자연보호구역
- 티프베르더 비젠(Tiefwerder Wiesen) 자연보호구역
- 슈퇴센제(Stößensee) 및 피헬스베르더(Pichelswerder)
- 불렌그라벤(Bullengraben)
- 아이스켈러(Eiskeller) 자연보호구역은 슈판다우 숲의 서쪽 끝에 위치해 있다. 아이스켈러는 베를린에서 겨울에 가장 추운 지역 중 하나이다. 베를린 도심과의 기온 차이는 최대 10도까지 벌어진다.[1]

### 동
슈판다우구는 9개 동으로 구성되어 있다.
| 동 | 면적 (km2) | 인구 2019년 12월 31일 | 인구 밀도 (명/km2) | 동 |
| --- | ---------- | --------------------- | ------------------ | -- |

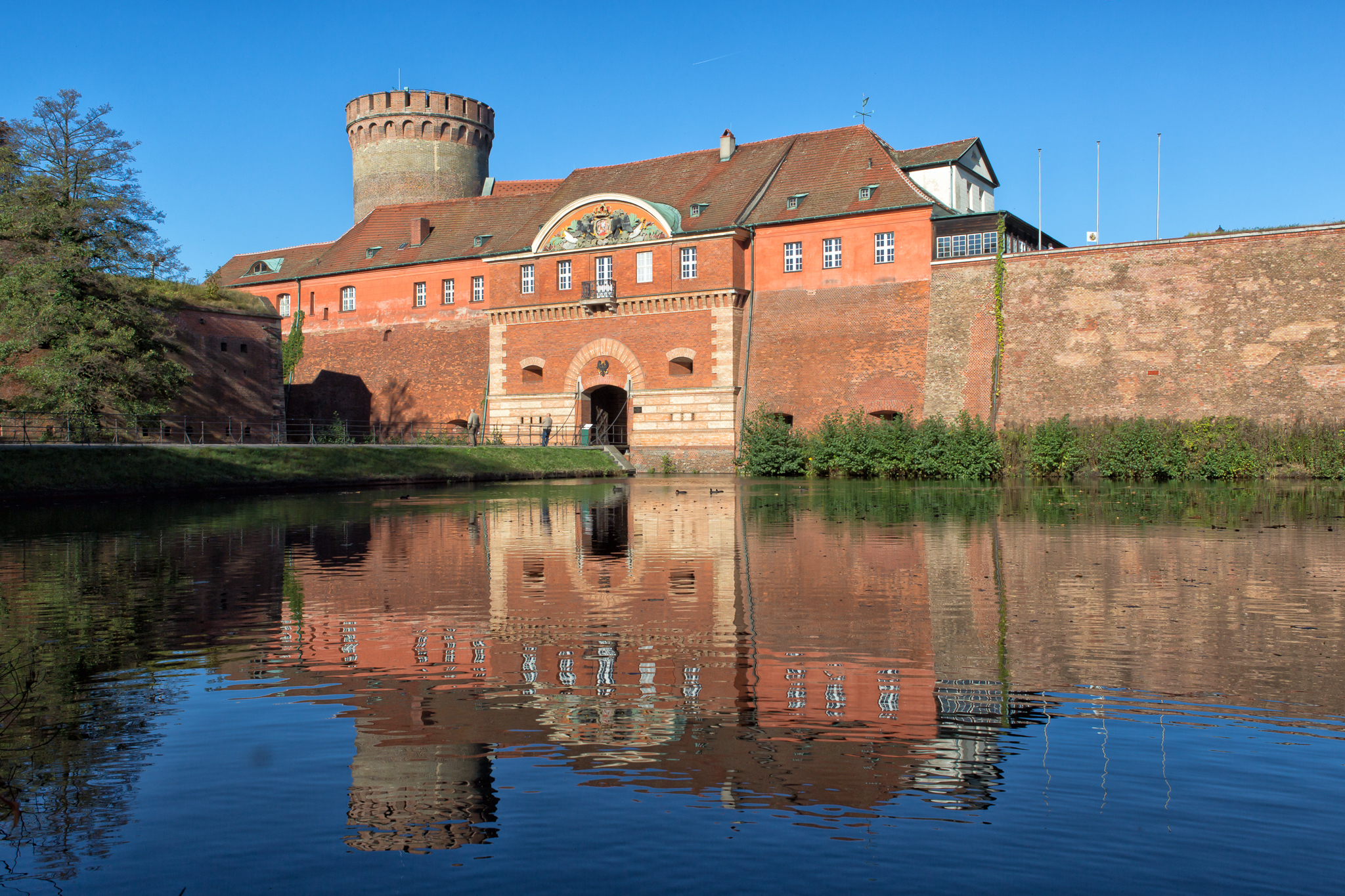
슈판다우 요새

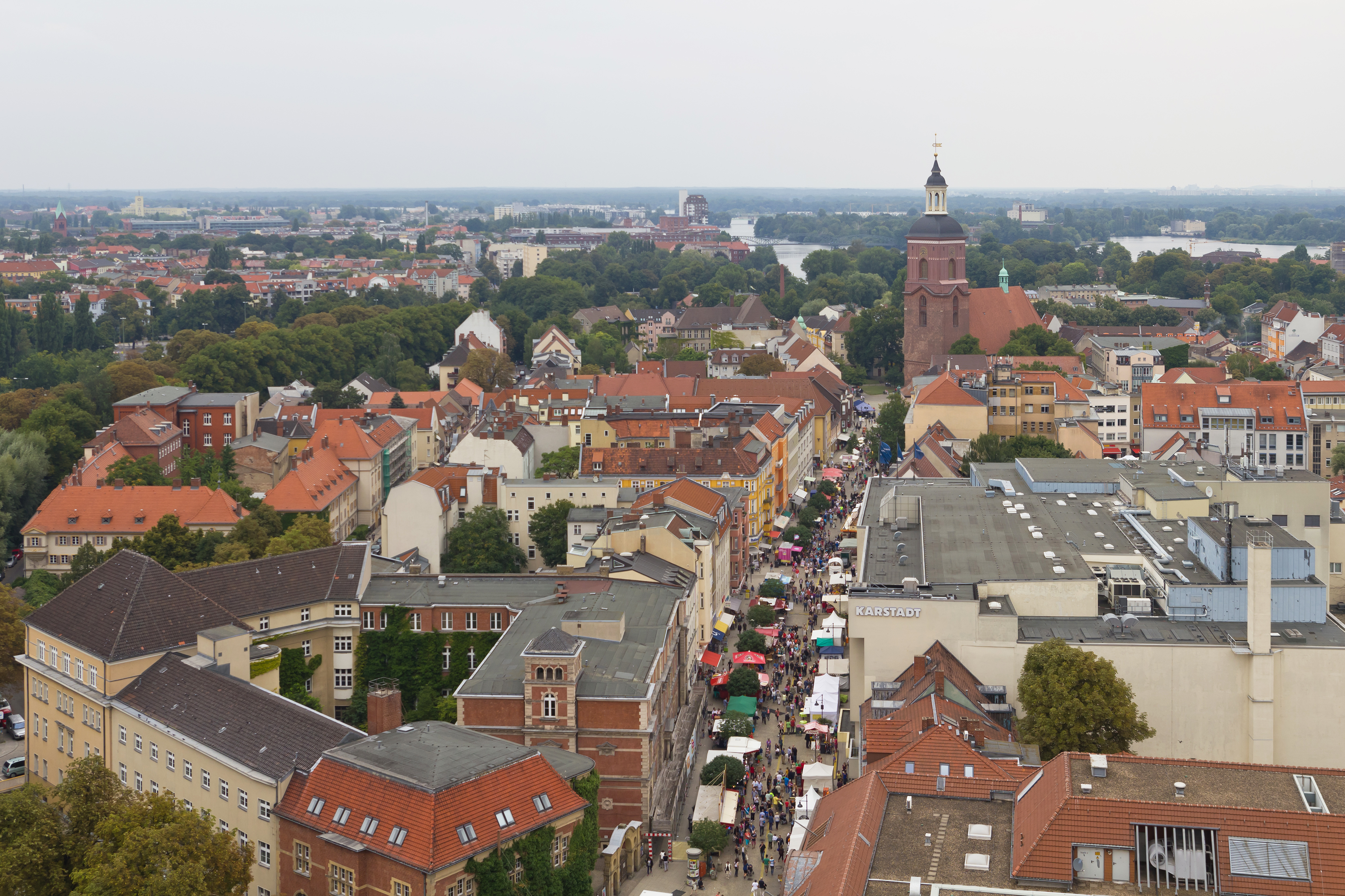
슈판다우 구청에서 바라본 슈판다우 구시가

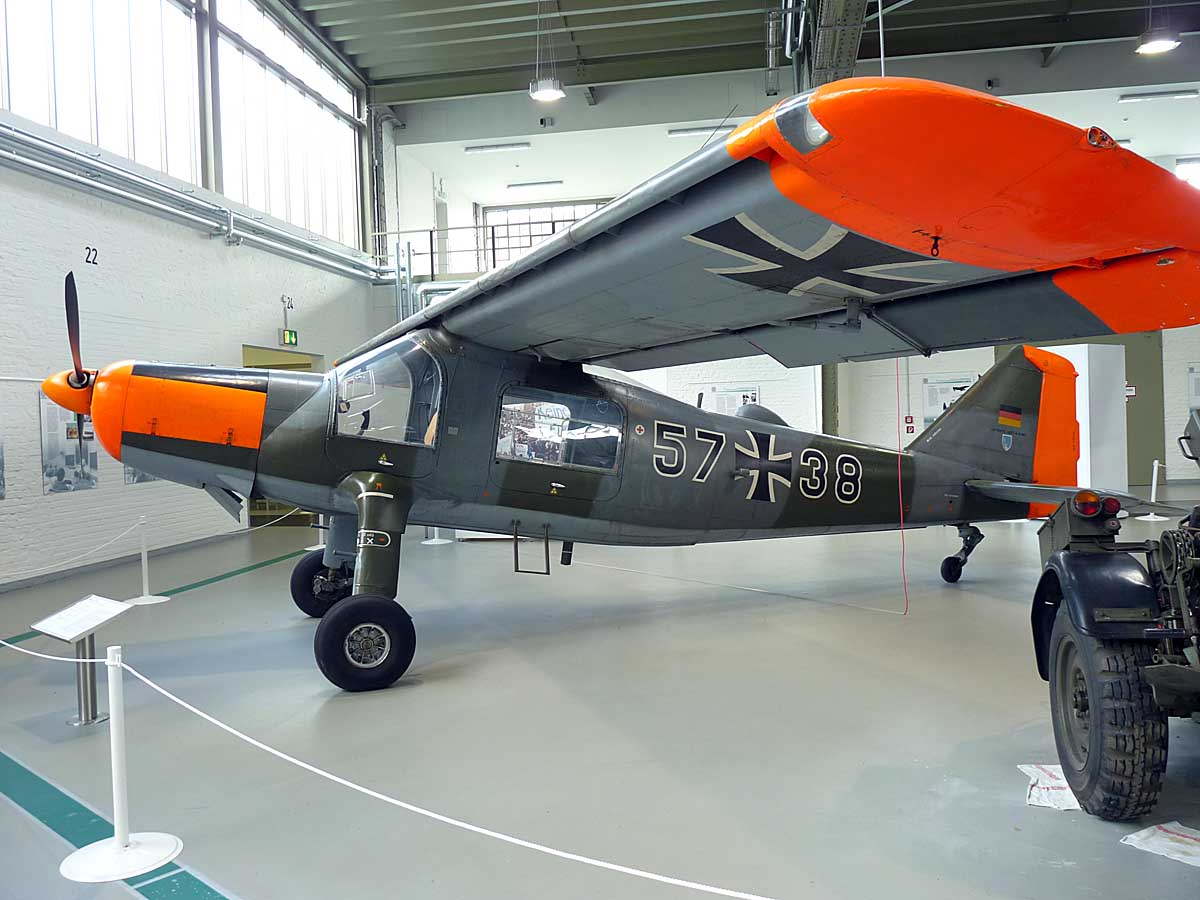
가토 군사 역사 박물관

| 0501 슈판다우(Spandau) - 슈판다우 구시가(Altstadt Spandau) - 슈판다우 신시가(Neustadt Spandau) (오라니엔부르거 포어슈타트, Oranienburger Vorstadt) - 슈트레소(Stresow) - 콜크 슈판다우(Kolk Spandau) | 8.03       | 39,560                | 4,927              |    |
| 0502 하젤호르스트(Haselhorst) - 가르텐펠트(Gartenfeld) - 라이히스포어슝스지들룽 하젤호르스트(Reichsforschungssiedlung Haselhorst) - 크바르티어 풀버뮐레(Quartier Pulvermühle) | 4.73       | 15,663                | 3,311              |    |
| 0503 지멘스슈타트(Siemensstadt) - 지멘스지들룽 암 로어담(Siemens-Siedlung am Rohrdamm) - 지들룽 하이마트(Siedlung Heimat) - 그로스지들룽 지멘스슈타트(Großsiedlung Siemensstadt) (대부분은 샤를로텐부르크-노르트에 속함) - 지들룽 로어담베스트(Siedlung Rohrdamm-West)                                      | 5.66       | 12,831                | 2,267              |    |
| 0504 슈타켄(Staaken) - 알브레흐트스호프(Albrechtshof) - 가르텐슈타트 슈타켄(Gartenstadt Staaken) - 도르프 슈타켄(Dorf Staaken) - 지들룽 노이예루살렘(Siedlung Neu-Jerusalem) - 헤어슈트라세 노르트(Heerstraße Nord) - 루이제슈뢰더지들룽(Louise-Schroeder-Siedlung) - 지들룽 하네베르크(Siedlung Hahneberg) | 10,90      | 46,007                | 4,276              |    |
| 0505 가토(Gatow) - 알트가토(Alt-Gatow) - 지들룽 하비히트스발트(Siedlung Habichtswald) - 호엔가토(Hohengatow) | 10.10      | 3,733                 | 310                |    |
| 0506 클라도(Kladow) - 알트클라도(Alt-Kladow) - 란트슈타트 가토(Landstadt Gatow) | 14.80      | 16,212                | 1,095              |    |
| 0507 하켄펠데(Hakenfelde) - 바서슈타트 슈판다우(Wasserstadt Spandau) - 발트지들룽 하켄펠데(Waldsiedlung Hakenfelde) - 지들룽 알레만우퍼(Siedlung Aalemannufer) | 20.40      | 31,296                | 1,534              |    |
| 0508 팔켄하게너 펠트(Falkenhagener Feld) | 6.88       | 38,759                | 5,634              |    |
| 0509 빌헬름슈타트(Wilhelmstadt) - 빌헬름슈타트(Wilhelmstadt) - 피헬스도르프(Pichelsdorf) - 바인마이스터회에(Weinmeisterhöhe) | 10.40      | 40,536                | 3,898              |    |

## 역사

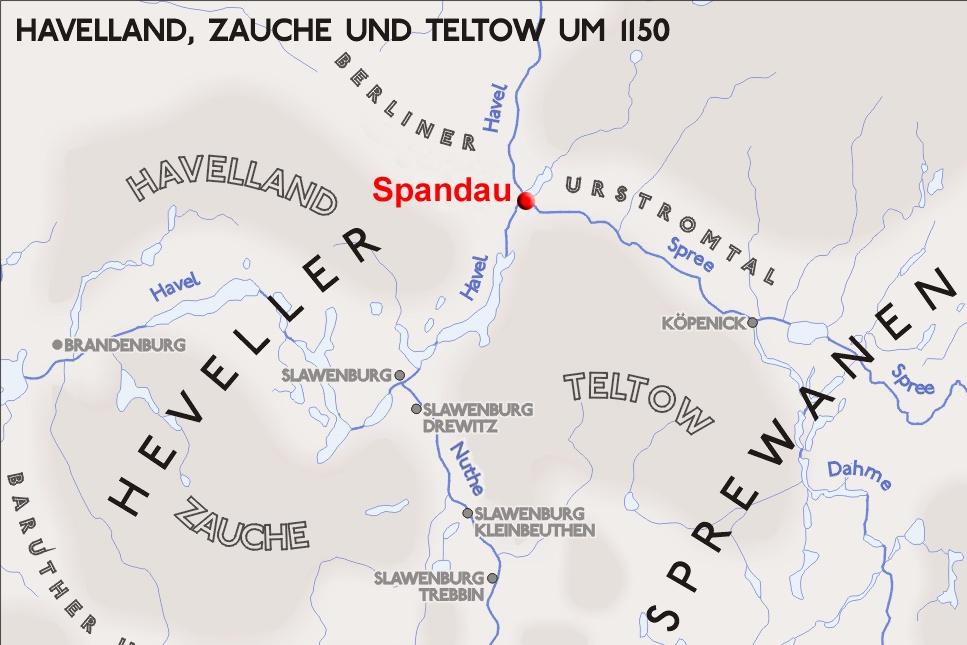
1150년 브란덴부르크

슈판다우구의 역사는 현재의 슈판다우 중심가에서 시작된다. 최초로 인류가 정착한 역사는 하펠란트 지역에 고대 슬라브계인 슈프레바인 및 헤펠인이 이주한 6세기까지 거슬러 올라간다. 알브레히트 곰백작의 명령으로 이 지역에 성을 건축했으며, 성을 둘러싼 지역의 이름 Spandow는 1197년에 최초로 기록되었다. 이때 지어진 성 주변은 슈판도(Stadt Spandow)로 발전하였고, 1200년에 도시권을 선언했다. 1232년 요한 1세 및 오토 3세가 도시권을 인정했고, 슈판다우시의 공식적인 역사 시작점으로 간주하고 있다.
1539년 브란덴부르크 변경백국의 교회 개혁에 따라 요아힘 2세가 개신교로 개종하면서 장크트 니콜라이 교회가 개신교 교회가 되었다. 1239년부터 16세기까지 존재했던 슈판다우 베네딕토 수도원은 장크트 니콜라이 교회 및 지역의 다른 교회 10개의 선교 후원권(Jus patronatus)을 가지고 있었으나 종교 개혁 과정에서 몰락하였다.

### 독립시 슈판다우

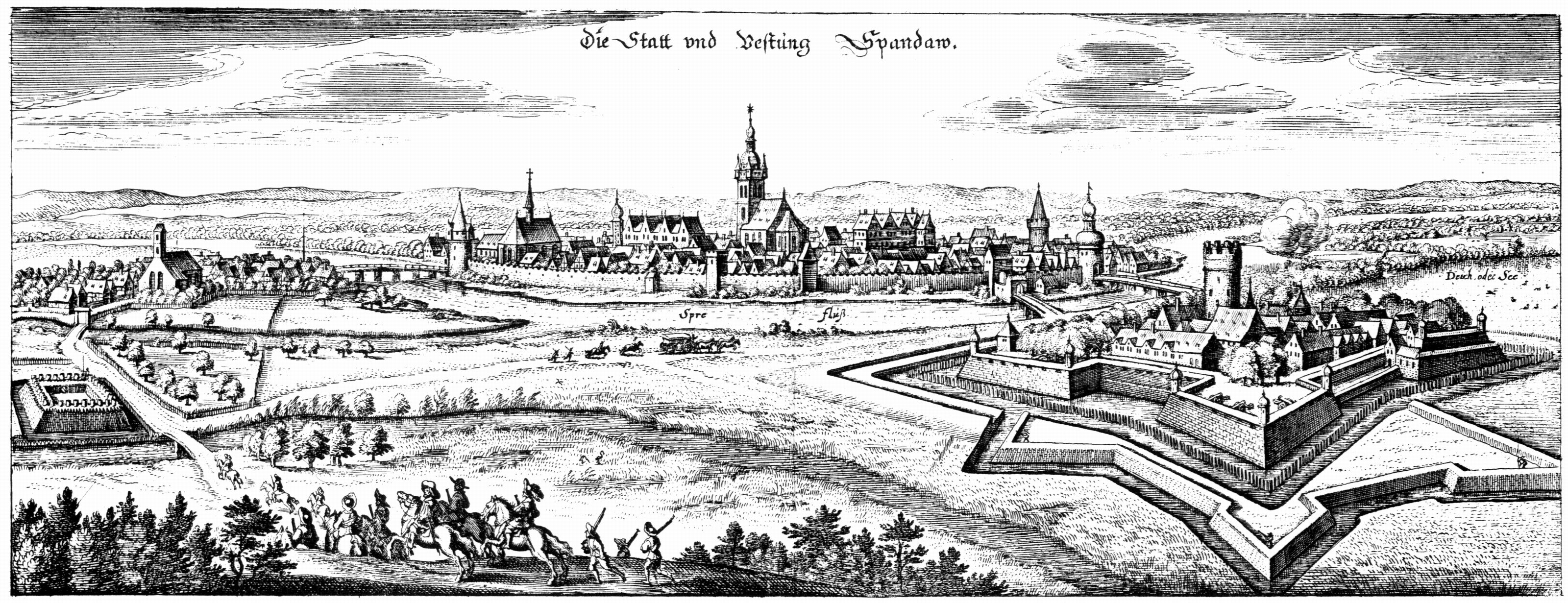
슈판다우시와 슈판다우 요새, Matthäus Merian, 1633년

1728년 슈판다우시와 그 주변을 포함하는 지적도인 대축척지도 Spandau Intra moenia(1:1000), 소축척지도 Spandau extra moenia가 최초로 완성되었다. 해당 지적도는 슈판다우구 기록보관소에 보존되어 있다. 1830년대부터 1874년까지 그리스도의 성체 성혈 대축일 행진이 개최되었고, 베를린과 (당시 독립시였던) 샤를로텐부르크의 가톨릭 신자가 참여하였다. 1848년 장크트 마리엔 암 베니츠(St. Marien am Behnitz) 성당이 완공되면서 해당 성당에서 행진을 개최하였다. 프로이센 왕국의 문화투쟁 시기였던 1875년부터 행진이 금지되었다.

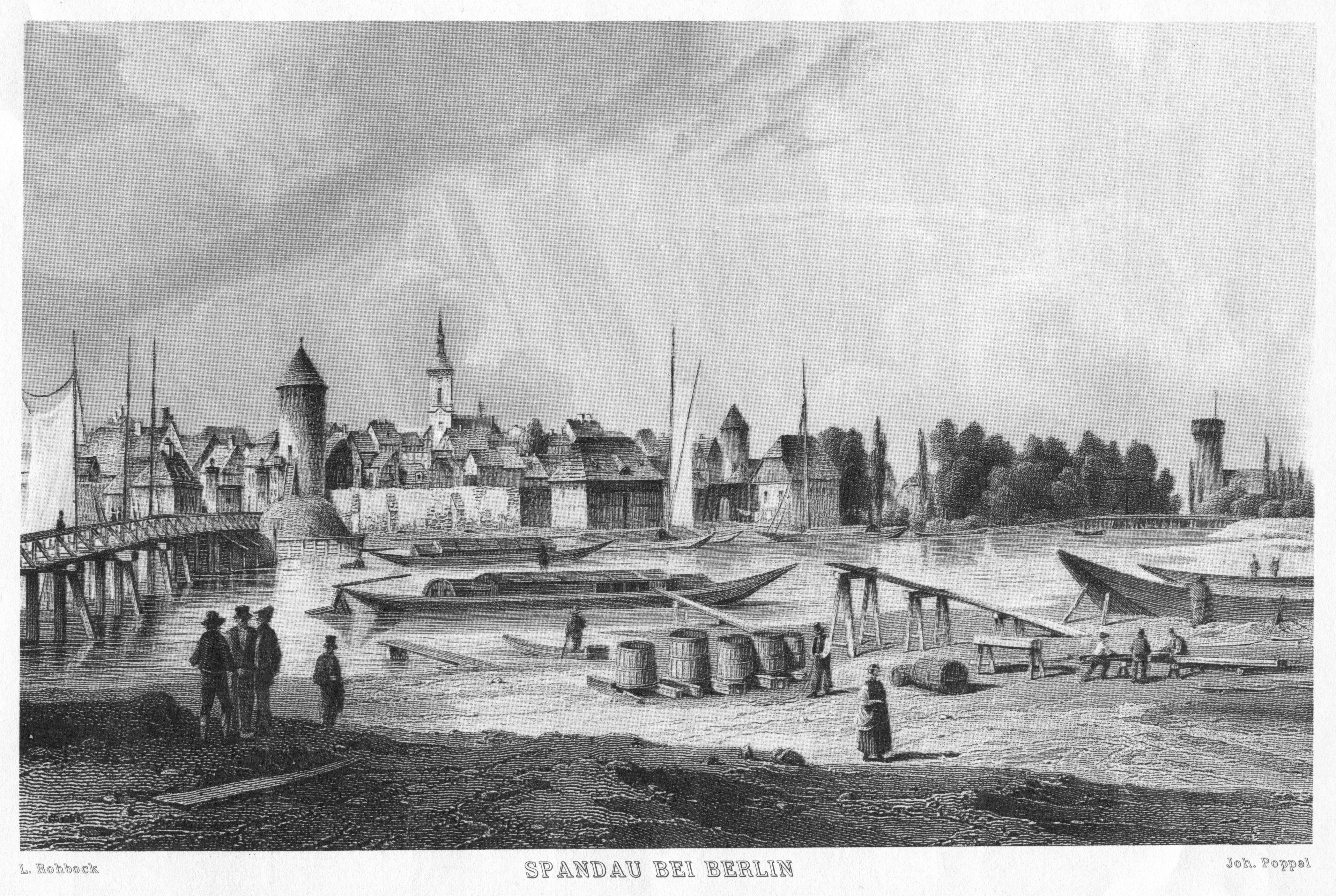
1850년 도시 풍경

1887년 오스트하펠란트군을 합병하였고 군급시(Stadtkreis)가 되었다. 1878년부터 도시 이름을 Spandow가 아닌 Spandau로 기록하기 시작했다. 베를린-함부르크선 철도 건설 이후 1846년 현재의 베를린-슈트레소역 자리에 완공된 철도역으로 철도가 연결되었고, 1871년에는 베를린-레어테선이 완공되었다. 산업화 과정에서 슈판다우로 통근하는 사람이 증가하면서 1909년부터 1911년까지 슈판다우 근교선을 건설했으며, 1928년 S반에 편입되어 전철화되었다.

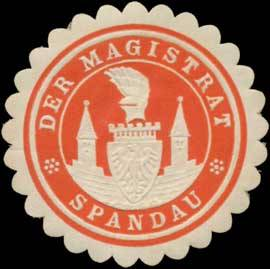
변경백의 직인(1850년대–1920년)

제1차 세계 대전 시기에는 독일 제국의 군수산업 중심지로 발전하였다. 주요 생산품 중에는 MG 08/15 중기관총이 있다. 1897년 전기 회사 지멘스가 슈판다우 동쪽에 생산 공장 및 본사를 차리면서, 해당 지역에 주거 단지를 같이 개발하였다. 지멘스가 건설한 사회기반시설로는 퓌르스텐브룬역(Bahnhof Fürstenbrunn), 슈판다우-노넨담 노면전차(Elektrische Straßenbahn Spandau–Nonnendamm), 1929년 베를린 S반 운행 계통에 편입된 지멘스슈타트동을 지나는 지멘스선이 있다.
베를린 대확장 시기인 1920년 10월 1일에 슈판다우가 베를린에 편입되었다. 현재의 슈판다우구는 독립시 슈판다우(Stadtkreis Spandau), 슈타켄(Gemeinde Staaken), 티프베르더(Gemeinde Tiefwerder), 피헬스도르프(Gemeinde Pichelsdorf), 가토(Gemeinde Gatow), 클라도(Gemeinde Kladow), 슈판다우치타델레(Gutsbezirk Spandau-Zitadelle), 피헬스베르더(Gutsbezirk Pichelswerder), 헤어슈트라세(Gutsbezirk Heerstraße) 북부가 합쳐져서 이뤄졌다.

### 베를린 편입 이후
제2차 세계 대전 이후 슈판다우구는 베를린의 영국령 지역에 편입되었고 서슈타켄은 소련령 지역에 편입되었다. 1987년까지 연합군에서 운영했던 슈판다우 감옥이 빌헬름슈트라세(Wilhelmstraße)에 있었으며, 마지막까지 수감되었던 루돌프 헤스의 사망 이후 철거되었다.
1980년 구 내를 운행했던 S반 노선(융페른하이데-가르텐펠트간 지멘스선, 퓌르스텐브룬 경유 슈판다우, 프리드리히슈트라세-베스트크로이츠-슈판다우-슈타켄)이 영업을 중단했다. 같은 해에 슈판다우구의 첫 지하철 노선으로 U7이 로어담역까지 연결되었다. 1984년 라트하우스 슈판다우역으로 U7 노선이 연장되었다.
구의 문화적 중심이지였던 슈판다우 구도심은 제2차 세계 대전으로 인해서 파괴되었고, 1970년대에 복원 공사를 진행했다. 이때 슈판다우 구도심으로는 차량이 진입하기 어려운 보행자 친화구역으로 변경되었고, 주말 벼룩시장 및 12월에는 크리스마스 시장이 열리기 시작했다.
1989년 베를린 장벽이 붕괴되면서 소련군에 의해서 분리되었던 서슈타켄이 다시 합쳐졌다. 독일 분단기 영국 왕립공군이 사용했던 가토 비행장(Flugplatz Gatow)은 1995년에 군사 역사 박물관으로 변경되었다. 슈판다우 근교선의 S반 영업은 1998년에 다시 시작되었고, 베를린 슈판다우역은 신축되어 장거리 및 광역 열차가 운행하기 시작했다.

## 인구

### 개요
2019년 12월 31일 기준 슈판다우구의 인구는 245,197명이다. 트렙토쾨페니크구에 이어서 베를린에서 인구가 두 번째로 적은 구이다. 구 면적에서 수면과 숲이 차지하는 면적이 높은 편이기 때문에 인구 밀도는 2,699명/km2이다. 2019년 11월 기준 실업률은 8.3%이다. 2016년 12월 31일 기준 평균 연령은 43.7세이다.
2016년에는 2030년까지 슈판다우구의 인구가 248,000명으로 증가할 것이라고 예측했다.
| 연도   | 인구    |
| ------ | ------- |
| 1925년 | 111,629 |
| 1933년 | 146,472 |
| 1939년 | 170,384 |
| 1946년 | 159,999 |
| 1950년 | 166,161 |
| 1961년 | 172,663 |
| 1970년 | 197,687 |
| 1987년 | 201,915 |

| 연도   | 인구    |
| ------ | ------- |
| 2001년 | 217,383 |
| 2002년 | 218,267 |
| 2003년 | 218,093 |
| 2004년 | 218,010 |
| 2005년 | 217,461 |
| 2006년 | 216,936 |
| 2007년 | 215,927 |
| 2008년 | 215,939 |
| 2009년 | 215,444 |
| 2010년 | 218,094 |

| 연도   | 인구    |
| ------ | ------- |
| 2011년 | 220,645 |
| 2012년 | 223,305 |
| 2013년 | 226,868 |
| 2014년 | 230,419 |
| 2015년 | 234,630 |
| 2016년 | 239,942 |
| 2017년 | 242,143 |
| 2018년 | 243,080 |
| 2019년 | 245,197 |

2001년 이후 인구 구성은 베를린 브란덴부르크 통계청의 인구 자료를 사용한다.

### 인구 구성
2017년 12월 31일 기준 구내 외국인 비율은 19.0%이며, 외국계 독일인의 비율은 35.2%이다.
| 외국계 독일인을 포함한 인구 구성 (2017년)             |                |
| ----------------------------------------------------- | -------------- |
| 독일계 독일인                                         | 74.8%(156,952) |
| 외국계 독일인                                         | 16.2%0(39,285) |
| 외국인                                                | 19.0%0(45,906) |
| 중동 지역 출신 외국인(터키, 시리아, 이란 등)          | 13.9%0(33,545) |
| EU 출신 외국인(폴란드, 불가리아, 루마니아 등)         | 10.8%0(26,161) |
| 구소련 출신 외국인(러시아, 우크라이나, 카자흐스탄 등) | 4.9%0(11,883)  |
| 구유고 출신 외국인(세르비아, 크로아티아, 보스니아 등) | 3.0 %0(7,268)  |

## 경제

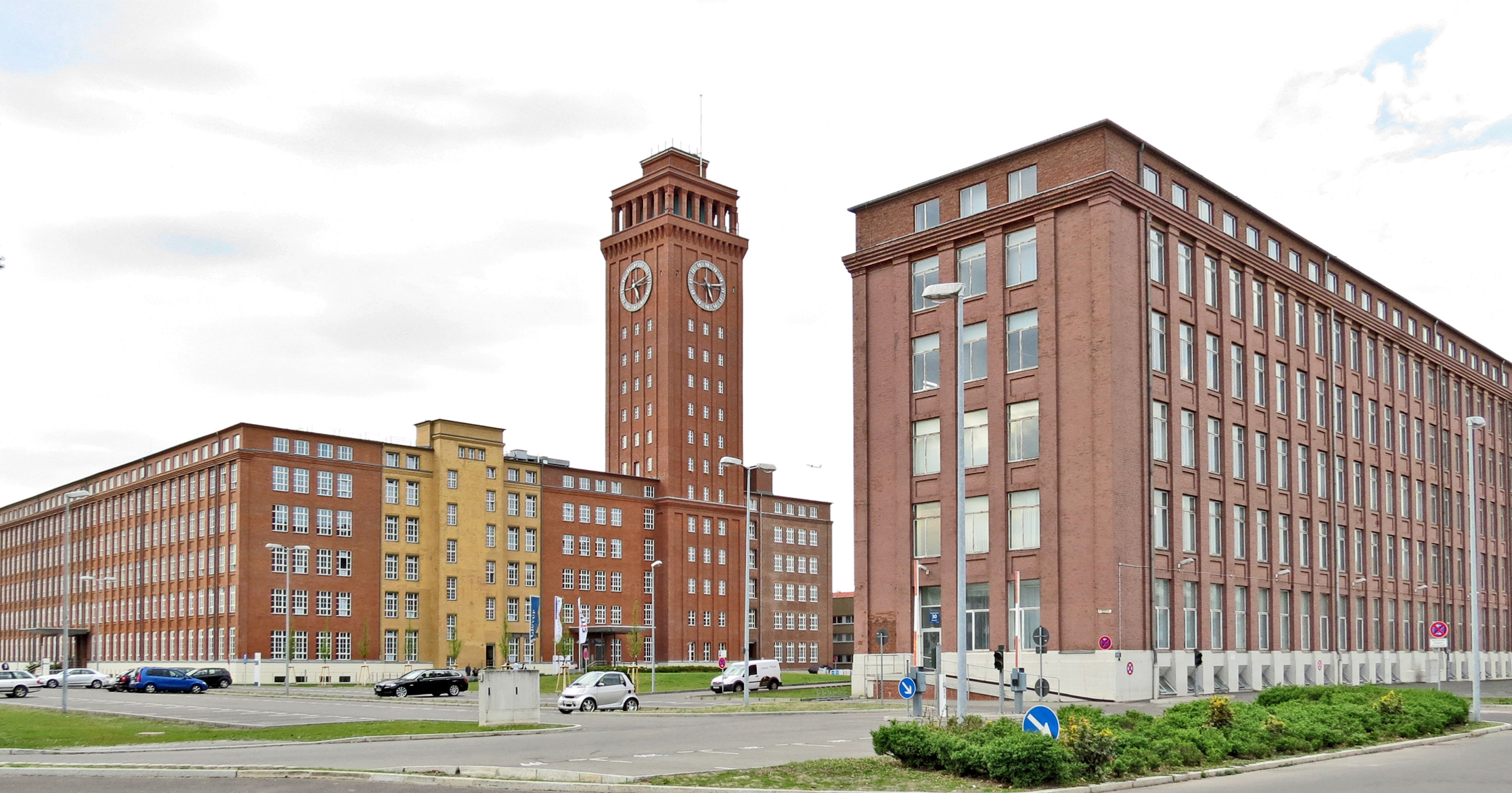
지멘스슈타트에 있는 지멘스 탑

사회 기반 시설로는 로이터 화력발전소(Heizkraftwerk Reuter), 베를린 바이오가스 생산 시설, 룰레벤 하수처리장(Klärwerk Ruhleben) 등이 이 구 내에 있다. 구 내 주요 제조업 기업은 지멘스, 오스람, BMW 오토바이 생산 공장이 있다. 텔렌 테크노파크(Thelen Technopark)에는 Boschen & Oetting Automatisierungs-Bau GmbH, BSH Hausgeräte 등 30여 개의 기업이 입주해 있다. 베를린 상공회의소 조사에 의하면 2007년 기준 구 내의 20명 이상 고용 기업은 총 64개, 해당 기업에 고용된 노동자 수는 총 16,691명이었다. 2012년 기준 노동자 수는 총 12,461명이었다.
2018년 슈판다우구의 주택 평균 임대료는 제곱미터당 8.59유로였다(베를린 평균: 10.32유로). 베를린의 다른 구와 비교했을 때에도 임대료 평균이 낮은 축에 속한다.

## 교통
슈판다우시의 시기였던 1892년 6월 말이 견인하는 노면전차 노선이 개통되었다. 1894년 두 번째 노선, 1896년 세 번째 노선이 개통되었고 같은 해에 모든 노선이 전철화되었다. 1909년 슈판다우 노면전차가 시영화되었다. 1930년대에는 무궤도전차 노선이 개통되었다. 1967년 서베를린의 마지막 노면전차 노선(55번)이 운행한 후 더 이상 노면전차는 운행하지 않는다.
자동차 도로는 독일 연방국도 2호선과 5호선이 지나간다. 이 외에도 유로벨로 EV 7호선(노르웨이-몰타), 베를린-코펜하겐 자전거 도로(오라니엔부르크, 체데니크, 퓌르스텐베르크, 로스토크 경유), 하펠강 자전거 도로(포츠담, 브란덴부르크 안 데어 하펠 경유)가 구를 지난다.
구 내를 지나는 수로로는 하부 하펠 수로(Untere Havel-Wasserstraße), 하펠-오더 수로(Havel-Oder-Wasserstraße), 슈프레-오더 수로(Spree-Oder-Wasserstraße)가 있다. 하펠강을 끼고 있는 슈판다우 남항(Südhafen Spandau)은 베를린에서 두 번째로 큰 화물항이다. 하부 하펠 수로와 상부 하펠 수로의 수면 고도 차이로 인하여 슈판다우 갑문이 설치되어 있다.

## 정치

### 구청장

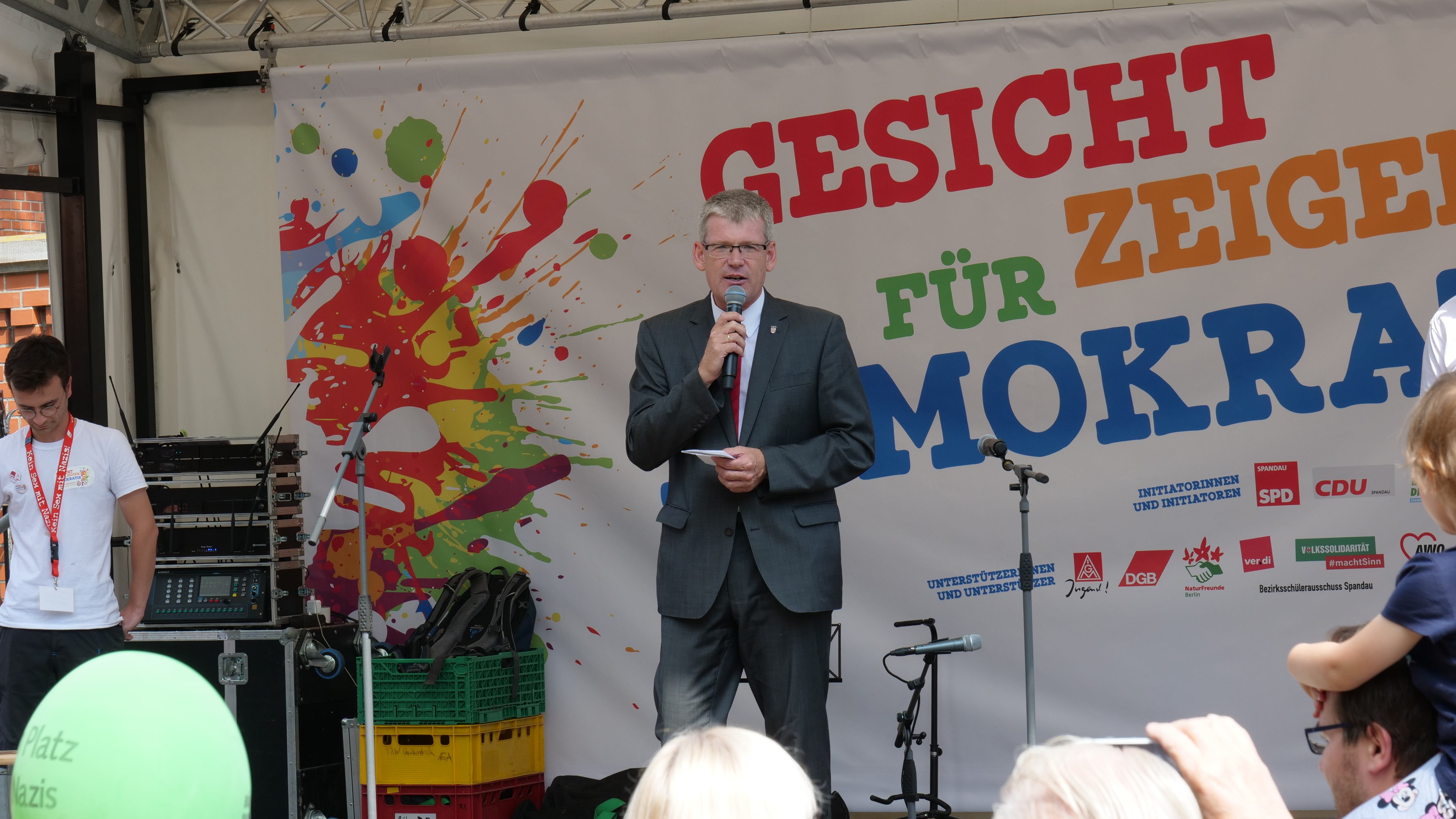
구청장 헬무트 클레방크(Helmut Kleebank, 2018년)

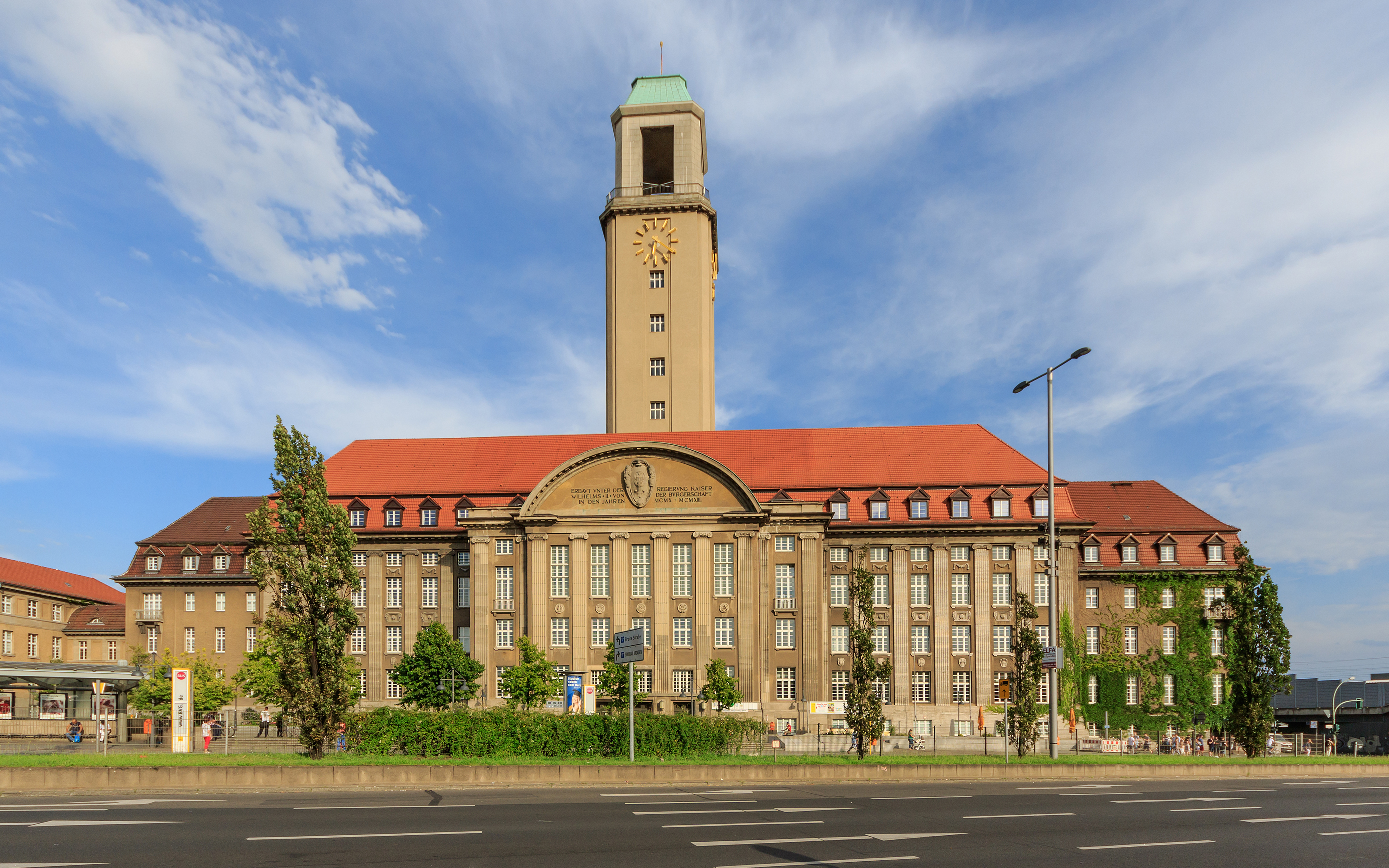
슈판다우 구청

- 1919년–1921년 Kurt Woelck (DDP), 슈판다우시의 마지막 시장
- 1921년–1933년 Martin Stritte
- 1933년–1944년 Max Harrer (NSDAP)
- 1944년–1945년 Ernst Neumann (NSDAP)
- 1945년 0000000Fritz Warsow
- 1945년–1946년 Richard Münch
- 1946년 0000000Bruno Lehmann (LDP)
- 1946년–1949년 Gottlob Münsinger (SPD)
- 1949년–1954년 Karl Schilling (SPD)
- 1954년–1958년 Georg Ramin (SPD)
- 1958년–1965년 Ernst Liesegang (SPD)
- 1965년–1967년 Klaus Bodin (SPD)
- 1967년–1979년 Herbert Kleusberg (SPD)
- 1979년–1992년 Werner Salomon (SPD)
- 1992년–1995년 Sigurd Hauff (SPD)
- 1995년–2011년 Konrad Birkholz (CDU)
- 2011년–000000Helmut Kleebank (SPD)

### 구의회 선거
마지막 구의회 선거는 2016년 9월 18일에 이뤄졌고, 이 선거에 의한 구의회 의석 분배는 다음과 같다.
| 구의회 구성 |         |
| 정당        | 의원 수 |
| SPD         | 20      |
| CDU         | 16      |
| AfD         | 09      |
| Grüne       | 04      |
| FDP         | 03      |
| Linke       | 03      |
| 합계        | 55      |

### 자매결연 도시
- 독일 지겐 및 지겐비트겐슈타인군(노르트라인베스트팔렌주), 1952년
- 영국 루턴, 1959년
- 프랑스 아니에르쉬르센, 1959년
- 이스라엘 아슈도드, 1968년
- 튀르키예 이즈니크, 1987년
- 독일 나우엔(브란덴부르크주), 1988년

## 문화

### 예술에서의 슈판다우
영국의 음악 그룹 스팬도 발레의 이름은 그룹 구성원이 분단기 베를린의 베를린 장벽과 가토 비행장으로 여행을 왔을 때 영감을 얻어서 지어졌다. 1946년에 창립된 영화 제작사 CCC 필름은 이 구에 본사를 두고 있다.

## 참조
1. ↑  Wärmeinsel, Kälteloch: Ein Besuch in Eiskeller. In: Der Tagesspiegel, 4. März 2003, abgerufen am 9. November 2016.
2. ↑  틀:Metadaten Einwohnerzahl DE-BE
3. ↑  Senatsverwaltung für Stadtentwicklung und Umwelt: Bevölkerungsprognose für Berlin und die Bezirke 2015–2030. 보관됨 2020-10-31 - 웨이백 머신 (PDF) Abgerufen am 26. Juli 2016.
4. ↑  Melderechtlich registrierte Einwohner am Ort der Hauptwohnung nach Bezirken 1991 bis 2019
5. 1 2  Einwohnerinnen und Einwohner im Land Berlin am 31. Dezember 2017 (PDF; 2,3 MB). Statistik Berlin-Brandenburg. Abgerufen am 5. März 2020.
6. ↑  Zahlen und Fakten zur Wirtschaft in Spandau. 보관됨 2019-07-21 - 웨이백 머신 베를린 상공회의소(IHK Berlin), 2017년 6월 29일 확인.
7. ↑  Wohnungsmarktbericht 2018, (PDF Seite 93), IBB, abgerufen am 26. Januar 2020.
8. ↑  2Wohnmarktreport Berlin 2019[깨진 링크(과거 내용 찾기)], Berliner Zeitung, abgerufen am 26. Januar 2020.
9. ↑  “EuroVelo 7 – EuroVelo” (독일어). 2017년 5월 3일에 확인함.
10. ↑  “Berlin-Oranienburg | Berlin – Kopenhagen” (독일어). 2017년 11월 17일에 원본 문서에서 보존된 문서. 2017년 5월 3일에 확인함.
11. ↑  “Der Havel-Radweg von Ankershagen bis Gnevsdorf” (독일어). 2017년 5월 3일에 확인함.
12. ↑  Wahlen zur Bezirksverordnetenversammlung 2016
13. ↑  70 JAHRE CCC-FILM: KONTINUIERLICHES FILMSCHAFFEN VON 1946 BIS 2016 In: Berlin City Report, 2016, abgerufen am 22. Oktober 2020.

- Rainer Fliegner: Spandau – Geschichte und Geschichten. Sutton Verlag, Erfurt 2007, ISBN 978-3-86680-122-6.
- Wolfgang Ribbe (Hrsg.): Slawenburg – Landesfestung – Industriezentrum. Untersuchungen zur Geschichte von Stadt und Bezirk Spandau. Colloquium, Berlin 1983, ISBN 3-7678-0593-6.
- Wolfgang Ribbe: Spandau. Colloquium Verlag, Berlin 1991, ISBN 3-7678-0716-5.
- Hans-Rainer Sandvoß: Widerstand in Spandau. Heft 3 der Schriftenreihe über den Widerstand in Berlin von 1933 bis 1945, Gedenkstätte Deutscher Widerstand, Berlin 1988, ISSN 0175-3592.
- Ralf Schmiedecke: Spandau bei Berlin. Sutton Verlag, Erfurt 2002, ISBN 978-3-89702-463-2.
- Vermessungsamt Spandau (Hrsg.): 777 Jahre Spandau im Kartenbild der Jahrhunderte. DVD, 2009.
- Otto Kuntzemüller: Urkundliche Geschichte der Stadt und Festung Spandau. Arani Verlag, Berlin 1978, ISBN 3-7605-8534-5.
- Die Bauwerke und Kunstdenkmäler von Berlin Stadt und Bezirk Spandau. Gebr. Mann Verlag, Berlin 1971, ISBN 3-7861-4076-6.